# Acyrthosiphon ghanii
Acyrthosiphon ghanii är en insektsart som beskrevs av Victor F. Eastop 1971. Acyrthosiphon ghanii ingår i släktet Acyrthosiphon och familjen långrörsbladlöss. Inga underarter finns listade i Catalogue of Life.